# مرة درة (مقاطعة ديواندرة)
مرة درة (بالفارسية: مره دره) هي قرية تقع في قسم سارال الريفي (مقاطعة ديواندرة) في إيران. يقدر عدد سكانها بـ 37 نسمة بحسب إحصاء 2016.